# Cross (phim truyền hình)
Cross (tiếng Hàn: 크로스; Romaja: Keuroseu) là một bộ phim truyền hình Hàn Quốc kinh dị y khoa năm 2018 với sự tham gia của Go Kyung-pyo, Cho Jae-hyun và Jeon So-min. Phim được phát sóng vào thứ Hai và thứ Ba hàng tuần từ ngày 29 tháng 1 đến ngày 20 tháng 3, 2018 lúc 21:30 (KST) trên tvN.

## Nội dung chính
Một chàng trai trẻ có năng khiếu học y khoa với mong muốn trả thù cho cha mình, người đã bị giết hại dã man mười lăm năm trước...

## Diễn viên

### Diễn viên chính
| Diễn viên    | Vai diễn     | Giới thiệu | Tham khảo |
| ------------ | ------------ | --- | --------- |
| Go Kyung-pyo | Kang In-gyu  | Một bác sĩ nội trú thiên tài năm thứ nhất làm việc tại khoa cấy ghép nội tạng của Bệnh viện Sunrim, người đã tốt nghiệp cùng lớp với tất cả các trường y khoa và vượt qua kỳ thi cấp bằng bác sĩ với số điểm tuyệt đối. Anh là một người lạnh lùng và thận trọng, sống cùng quá khứ đau buồn của mình. | [ 6 ]     |
| Cho Jae-hyun | Go Jung-hoon | Người đứng đầu trung tâm cấy ghép nội tạng tại bệnh viện Sunlim, một người có tính cách lạnh lùng. Ông là một chuyên gia nổi tiếng trên thế giới về cấy ghép gan, người đã xuất bản nhiều bài báo trong các tạp chí y học quốc tế và có tỷ lệ thành công đáng kinh ngạc 97%. Từ 'World's First' luôn gắn liền với tên của ông. Tuy nhiên, ông là một người có nguyên tắc nghiêm khắc và không chỉ thể hiện sự chân thành của mình. | [ 6 ]     |
| Jeon So-min  | Go Ji-in     | Là con gái duy nhất của bác sĩ Go Jung-hoon, đồng thời là điều phối viên cấy ghép nội tạng tại bệnh viện nơi bố cô làm việc. Cô là một người tự tin, có năng lực và vui vẻ. | [ 6 ]     |

### Diễn viên phụ

#### Người ở bệnh viện Sunrim
| Diễn viên      | Vai diễn      | Giới thiệu | Tham khảo   |
| -------------- | ------------- | --- | ----------- |
| Jin Yi-han     | Lee Joo-hyuk  | Là một chuyên gia về cấy ghép nội tạng, với vẻ ngoài lạnh lùng, anh tốt nghiệp từ một trường đại học hàng đầu và được xem là "bác sĩ vàng" của bệnh viện. Nhưng khi In-gyu xuất hiện, Joo-hyuk bắt đầu cảm thấy thế giới của mình sụp đổ. | [ 6 ]       |
| Yang Jin-sung  | Son Yeon-hee  | Là đứa con duy nhất của giám đốc bệnh viện. Cô trở thành một chuyên gia sản khoa thân thiện với mọi bà mẹ. Nhưng khi In-gyu xuất hiện, thế giới của cô ấy cũng bị thay đổi.                                                               | [ 6 ] [ 7 ] |
| Jang Gwang     | Son Young-sik | Chủ tịch |             |
| Kim Jong-goo   | Lee Sang-hoon | Giám đốc bệnh viện |             |
| Kim Byung-chul | Park Do-gyeom | Bác sĩ gây mê |             |
| Jang Hee-woong | Hong Woo-hyun | Thành viên của trung tâm cấy ghép nội tạng |             |

#### Người ở nhà tù Shingwang
| Diễn viên     | Vai diễn       | Giới thiệu | Tham khảo |
| ------------- | -------------- | --- | --------- |
| Heo Seong-tae | Kim Hyung-beom | Môi giới buôn bán nội tạng. Mắc chứng rối loạn nhân cách chống đối xã hội, là kẻ sát nhân đã giết cha của Kang In-gyu. Đây là đối tượng quản lý đặc biệt của trại giam (4713). |           |
| Yoo Seung-mok | Baek Ji-nam    | Trưởng khoa y tế của nhà tù Để chăm sóc cậu con trai bị cao huyết áp và tăng mỡ máu, ông trở thành bác sĩ nhà tù.                                                              |           |
| Park Jin-woo  | Na An-il       | Phó giám đốc nhà tù |           |
| Woo Hyun      | Noh Jong-il    | Quản giáo |           |

#### Khác
- Woo Ki-hoon vai Lee-dong
- Kim Dae-gon vai Jae-hyun
- Kim Ji-eun vai nhân viên Dịch vụ xã hội
- Seo Woo-jin vai Ha Kwan-woo

### Khách mời đặc biệt
| Diễn viên   | Vai diễn   | Giới thiệu                                                                             | Tập      |
| ----------- | ---------- | -------------------------------------------------------------------------------------- | -------- |
| Lee Han-wi  |            | Là người thân của Go Jung-hoon. Trưởng khoa phẫu thuật thần kinh của bệnh viện Sunrim. | 6, 8, 12 |
| Lee Soo-min | Kim Eun-ji | Con gái của bệnh nhân là người cha đã được ghép thận                                   | 15, 16   |

## Sản xuất
- Bộ phim trước đây có tên là Cross: God's Gift (tiếng Hàn: 크로스: 신의 선물; Romaja: Keuroseu: Sin-eui Seonmul;'Keuroseu: Sin-eui Seonmul').[8]
- Go Kyung-pyo và Yang Jin-sung trước đây đã hợp tác với nhau trong bộ phim truyền hình năm 2017 Chicago Typewriter.[9]
- Buổi đọc kịch bản đầu tiên của dàn diễn viên được tổ chức vào cuối tháng 11 năm 2017 tại Studio Dragon ở Sangam-dong.[10]
- Ngày 24 tháng 2, 2018, nam diễn viên Cho Jae-hyun đã bị loại khỏi bộ phim truyền hình sau khi thừa nhận tội quấy rối tình dục.[11][12]

## Nhạc phim

### Phần 1
| Phát hành vào ngày 6 tháng 2 năm 2018 | Phát hành vào ngày 6 tháng 2 năm 2018 | Phát hành vào ngày 6 tháng 2 năm 2018 | Phát hành vào ngày 6 tháng 2 năm 2018 | Phát hành vào ngày 6 tháng 2 năm 2018 | Phát hành vào ngày 6 tháng 2 năm 2018 |
| STT                                   | Nhan đề                               | Phổ lời                               | Phổ nhạc                              | Nghệ sĩ                               | Thời lượng                            |
| ------------------------------------- | ------------------------------------- | ------------------------------------- | ------------------------------------- | ------------------------------------- | ------------------------------------- |
| 1.                                    | "I Swear"                             | Lee Ha-jin                            | Dingo                                 | Salt N Paper                          | 04:49                                 |
| 2.                                    | "I Swear" (Inst.)                     |                                       | Dingo                                 |                                       | 04:49                                 |
| Tổng thời lượng:                      | Tổng thời lượng:                      | Tổng thời lượng:                      | Tổng thời lượng:                      | Tổng thời lượng:                      | 09:38                                 |

### Phần 2
| Phát hành vào ngày 13 tháng 2 năm 2018 | Phát hành vào ngày 13 tháng 2 năm 2018 | Phát hành vào ngày 13 tháng 2 năm 2018 | Phát hành vào ngày 13 tháng 2 năm 2018 | Phát hành vào ngày 13 tháng 2 năm 2018 | Phát hành vào ngày 13 tháng 2 năm 2018 |
| STT                                    | Nhan đề                                | Phổ lời                                | Phổ nhạc                               | Nghệ sĩ                                | Thời lượng                             |
| -------------------------------------- | -------------------------------------- | -------------------------------------- | -------------------------------------- | -------------------------------------- | -------------------------------------- |
| 1.                                     | "Thousand Times"                       | Blank                                  | Simon Petren, Maja Keuc                | Samuel                                 | 03:36                                  |
| 2.                                     | "Thousand Times" (Inst.)               |                                        | Simon Petren, Maja Keuc                |                                        | 03:36                                  |
| Tổng thời lượng:                       | Tổng thời lượng:                       | Tổng thời lượng:                       | Tổng thời lượng:                       | Tổng thời lượng:                       | 07:12                                  |

### Phần 3
| Phát hành vào ngày 20 tháng 2 năm 2018 | Phát hành vào ngày 20 tháng 2 năm 2018 | Phát hành vào ngày 20 tháng 2 năm 2018 | Phát hành vào ngày 20 tháng 2 năm 2018 | Phát hành vào ngày 20 tháng 2 năm 2018 | Phát hành vào ngày 20 tháng 2 năm 2018 |
| STT                                    | Nhan đề                                | Phổ lời                                | Phổ nhạc                               | Nghệ sĩ                                | Thời lượng                             |
| -------------------------------------- | -------------------------------------- | -------------------------------------- | -------------------------------------- | -------------------------------------- | -------------------------------------- |
| 1.                                     | "Childhood"                            | Choi Go-eun                            | Choi Go-eun                            | Choi Go-eun                            | 03:45                                  |
| 2.                                     | "Childhood" (Inst.)                    |                                        | Choi Go-eun                            |                                        | 03:45                                  |
| Tổng thời lượng:                       | Tổng thời lượng:                       | Tổng thời lượng:                       | Tổng thời lượng:                       | Tổng thời lượng:                       | 07:30                                  |

### Phần 4
| Phát hành vào ngày 6 tháng 3 năm 2018 | Phát hành vào ngày 6 tháng 3 năm 2018 | Phát hành vào ngày 6 tháng 3 năm 2018 | Phát hành vào ngày 6 tháng 3 năm 2018 | Phát hành vào ngày 6 tháng 3 năm 2018 | Phát hành vào ngày 6 tháng 3 năm 2018 |
| STT                                   | Nhan đề                               | Phổ lời                               | Phổ nhạc                              | Nghệ sĩ                               | Thời lượng                            |
| ------------------------------------- | ------------------------------------- | ------------------------------------- | ------------------------------------- | ------------------------------------- | ------------------------------------- |
| 1.                                    | "Only I'm Alone" (나만 혼자)          | Lee Ha-jin                            | POPKID, Dingo                         | GB9                                   | 03:26                                 |
| 2.                                    | "Only I'm Alone" (Inst.)              |                                       | POPKID, Dingo                         |                                       | 03:27                                 |
| Tổng thời lượng:                      | Tổng thời lượng:                      | Tổng thời lượng:                      | Tổng thời lượng:                      | Tổng thời lượng:                      | 06:53                                 |

### Phần 5
| Phát hành vào ngày 13 tháng 3 năm 2018 | Phát hành vào ngày 13 tháng 3 năm 2018      | Phát hành vào ngày 13 tháng 3 năm 2018 | Phát hành vào ngày 13 tháng 3 năm 2018 | Phát hành vào ngày 13 tháng 3 năm 2018 | Phát hành vào ngày 13 tháng 3 năm 2018 |
| STT                                    | Nhan đề                                     | Phổ lời                                | Phổ nhạc                               | Nghệ sĩ                                | Thời lượng                             |
| -------------------------------------- | ------------------------------------------- | -------------------------------------- | -------------------------------------- | -------------------------------------- | -------------------------------------- |
| 1.                                     | "I Want You And I Need You" (원하고 바래요) | minGtion                               | minGtion, Kim Yeon-seo                 | Taeha, Ahin (Momoland)                 | 03:20                                  |
| 2.                                     | "I Want You And I Need You" (Inst.)         |                                        | minGtion, Kim Yeon-seo                 |                                        | 03:20                                  |
| Tổng thời lượng:                       | Tổng thời lượng:                            | Tổng thời lượng:                       | Tổng thời lượng:                       | Tổng thời lượng:                       | 06:40                                  |

## Đón nhận

### Lượng người xem
| Mùa | Mùa | Số tập | Số tập | Số tập | Số tập | Số tập | Số tập | Số tập | Số tập | Số tập | Số tập | Số tập | Số tập | Số tập | Số tập | Số tập | Số tập | Trung bình |
| Mùa | Mùa | 1      | 2      | 3      | 4      | 5      | 6      | 7      | 8      | 9      | 10     | 11     | 12     | 13     | 14     | 15     | 16     | Trung bình |
| --- | --- | ------ | ------ | ------ | ------ | ------ | ------ | ------ | ------ | ------ | ------ | ------ | ------ | ------ | ------ | ------ | ------ | ---------- |
|     | 1   | 882    | 865    | 1034   | 1031   | 930    | 1129   | 853    | 1002   | 680    | 745    | 652    | 712    | 591    | 724    | 662    | 847    | 834        |

| Tập | Ngày phát sóng   | Tỷ lệ khán giả trung bình | Tỷ lệ khán giả trung bình | Tỷ lệ khán giả trung bình | Tỷ lệ khán giả trung bình |
| Tập | Ngày phát sóng   | AGB Nielsen               | AGB Nielsen               | TNmS                      |                           |
| Tập | Ngày phát sóng   | Toàn quốc                 | Seoul                     | Toàn quốc                 |                           |
| --- | ---------------- | ------------------------- | ------------------------- | ------------------------- | ------------------------- |
| 1 | 29 tháng 1, 2018 | 3,877% (1st)              | 4,601% (1st)              | 3,7%                      |                           |
| 2 | 30 tháng 1, 2018 | 3,930% (1st)              | 4,405% (1st)              | 3,9%                      |                           |
| 3 | 5 tháng 2, 2018  | 4,493% (1st)              | 5,167% (1st)              | 4.4%                      |                           |
| 4 | 6 tháng 2, 2018  | 4.733% (1st)              | 4,999% (1st)              | 4,1%                      |                           |
| 5 | 12 tháng 2, 2018 | 4,257% (1st)              | 5.236% (1st)              | 3,6%                      |                           |
| 6 | 13 tháng 2, 2018 | 4,575% (1st)              | 5,195% (1st)              | 4,0%                      |                           |
| 7 | 19 tháng 2, 2018 | 3,224% (1st)              | 3,650% (1st)              | 3,6%                      |                           |
| 8 | 20 tháng 2, 2018 | 4,194% (1st)              | 5,141% (1st)              | 3,6%                      |                           |
| 9 | 26 tháng 2, 2018 | 3,224% (1st)              | 3.615% (1st)              | 3,2%                      |                           |
| 10 | 27 tháng 2, 2018 | 3,671% (1st)              | 4,244% (1st)              | 3,7%                      |                           |
| 11 | 5 tháng 3, 2018  | 3,181% (1st)              | 3,870% (1st)              | 2.9%                      |                           |
| 12 | 6 tháng 3, 2018  | 3,421% (1st)              | 4,009% (1st)              | 4,0%                      |                           |
| 13 | 12 tháng 3, 2018 | 3.103% (1st)              | 3,833% (1st)              | 2.9%                      |                           |
| 14 | 13 tháng 3, 2018 | 3,398% (1st)              | 3,722% (1st)              | 3,5%                      |                           |
| 15 | 19 tháng 3, 2018 | 3,292% (1st)              | 3,964% (1st)              | 3,4%                      |                           |
| 16 | 20 tháng 3, 2018 | 4,222% (1st)              | 5,034% (1st)              | 4,2%                      |                           |
| Trung bình | Trung bình       | 3.799%                    | 4.417%                    | 3.7%                      |                           |
| - Trong bảng trên, số màu xanh chỉ tỷ lệ người xem thấp nhất và số màu đỏ chỉ tỷ lệ người xem cao nhất. - Bộ phim này được phát sóng trên kênh truyền hình cáp/truyền hình trả phí thường có lượng khán giả tương đối ít hơn so với các đài truyền hình công cộng/truyền hình miễn phí (KBS, SBS, MBC và EBS). |                  |                           |                           |                           |                           |